# 多良藩
多良藩（たらはん）は、関ヶ原の戦い前後のごく短期間、美濃国石津郡の多良（現在の岐阜県大垣市上石津町多良地区）を領地とした関一政の領国を「藩」と捉えた呼称。1600年2月に当地に入封した関一政は、9月の関ヶ原本戦では東軍に属し、戦後に旧領の伊勢亀山藩に移された。

## 歴史

### 前史

#### 多良
多良（多羅とも記される）は、東を養老山地、西を鈴鹿山系に囲まれた盆地で、揖斐川支流の牧田川が流れる。中世には「土岐多良」と呼ばれた土地であり、伊勢神宮領（御厨）などがあった。
多良には、関ヶ原・牧田（上石津町牧田）から牧田川の流れをさかのぼる形で南下し、伊勢国に至る交通路が通過していた（「伊勢街道」「伊勢西街道」などの名称で呼ばれる。現在の国道365号に相当する）。広く見れば、琵琶湖（米原付近）と伊勢湾（桑名付近）とを結ぶ交通路の一つである。また、牧田川源流部の時山からは、近江国五僧（滋賀県犬上郡多賀町五僧）に通じる五僧越え（五僧峠・五僧道）の交通路があった。

#### 関氏
関氏は戦国期に伊勢国鈴鹿郡の亀山城（現在の三重県亀山市）を本拠とした国衆である。関盛信は織田信長に従い、次いで豊臣秀吉に仕えた。盛信の子が一政である。豊臣政権下において北伊勢には蒲生氏郷が入り、関家は蒲生家に属した。
なお、関氏はこれ以前より蒲生氏との関係が深く、関一政の母は蒲生定秀の娘である。このため関一政と蒲生氏郷は従兄弟の関係にあたる。また、一政は氏郷の妹（瑞応院）を娶った。
天正18年（1590年）に蒲生氏郷が会津に移された際、一政は蒲生氏郷の与力大名として白河城主（あるいは城代）となった。なお、同様に伊勢の国衆出身で蒲生氏郷の娘婿である田丸直昌も須賀川城に移されている（三春城代となり、守山城に移ったともいう）
蒲生氏郷は文禄4年（1595年）に没し、翌慶長3年（1598年）には後継者である蒲生秀行が下野宇都宮に減転封された。蒲生旧領の会津には上杉景勝が移されたが、上杉領の一部であった北信濃は豊臣家によって収公され、大規模な蔵入地（5万5000石余）が設けられた。また、蒲生家の与力大名であった関一政・田丸直昌が独立大名となって北信濃に移され、田丸直昌には海津城（更級・高井両郡内4万石）、関一政には飯山城（水内・高井両郡内3万石）が与えられた。北信濃の蔵入地の代官は尾張国犬山城主石川光吉（石川は木曾の蔵入地代官を務めるなど、豊臣政権の信濃経営に重要な役割を果たしていた）が務めたが、田丸・関も管理責任を負うこととされており、北信濃の蔵入地の実務的管理は隣接大名である田丸・関が行っていたと見られている。これらの所領再編には、信濃・美濃を兵站として固め、関東の徳川家康に備えるという石田三成らの意図があったという解釈がある。

### 関一政と関ヶ原の戦い
慶長5年（1600年）2月1日、徳川家康の宛行状により、北信濃において大名領知の再編が行われた。美濃金山城主であった森忠政が川中島（北信濃4郡）の領主となり、海津城（のちの松代城）に入る一方、田丸直昌は美濃岩村に移され、関一政は多良に移された。これは豊臣秀吉死後、大名の領知異動はかならず五大老連署の宛行状によるという誓紙を無視した措置であり、北信濃から蔵入地を一掃して徳川家への備えを破る意図があったという解釈がある。
慶長5年（1600年）の関ヶ原の役において、関一政ははじめ西軍に与して竹中重門（岩手領主）や稲葉貞通（郡上八幡城主）・典通父子、加藤貞泰（黒野城主）らと共に犬山城を守備していた。しかし一政らは東軍に寝返り、9月15日の関ヶ原本戦では井伊直政麾下の先陣に加わった。

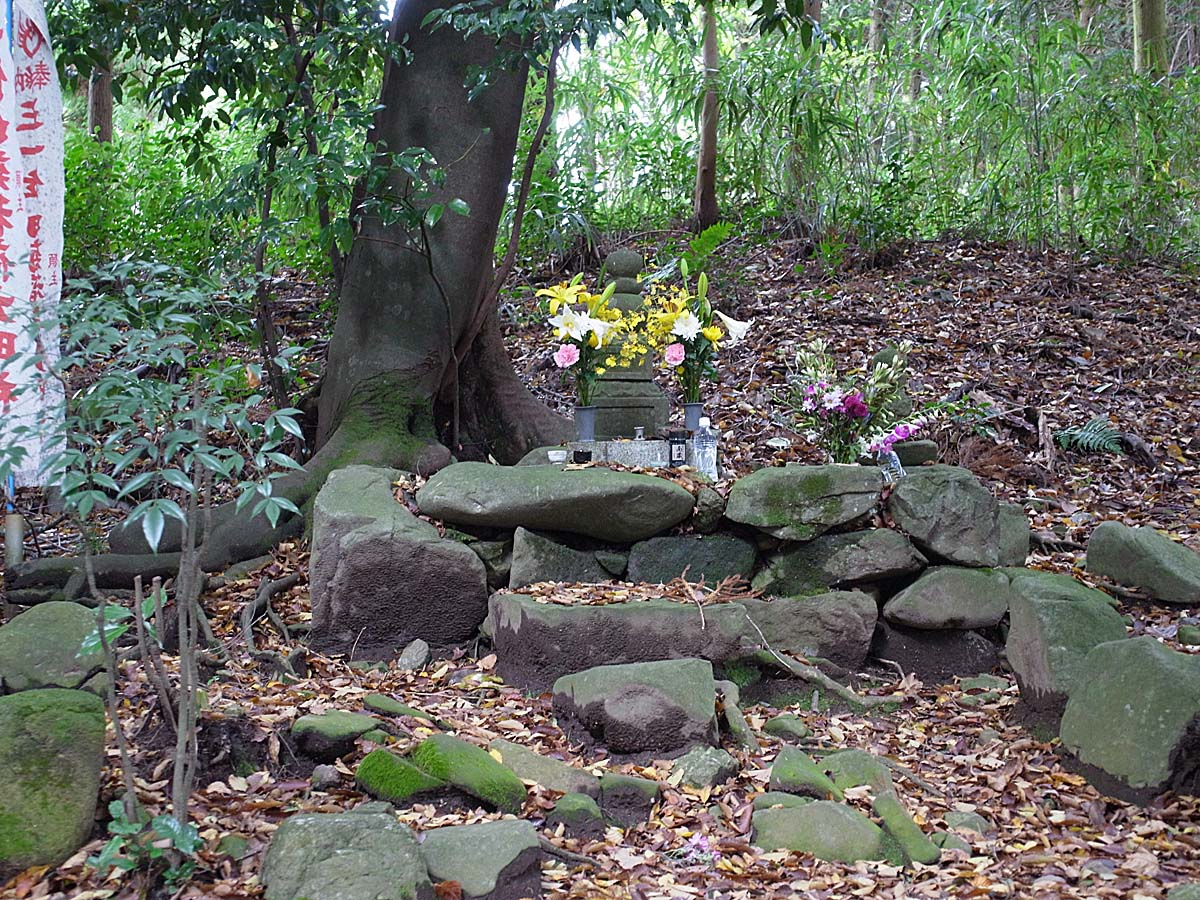
島津豊久墓所（上多良）

多良一帯は、関ヶ原の戦いにおける島津軍の撤退戦（いわゆる「島津の退き口」）の舞台になったことで知られる。島津軍は伊勢街道を南下したが、島津豊久は烏頭坂（上石津町牧田）で奮戦し、一説に樫原付近（上石津町上多良）で落命したとされており、上多良の瑠璃光寺付近に墓がある。島津軍は五僧峠を越えて近江に抜けたとされ、五僧峠は「島津越え」の異名で呼ばれる。
戦後、関一政は関氏の旧領であった伊勢亀山藩に移され、多良藩は廃藩となった。

## 領地

### 多良：関一政の城と高木三家の陣屋

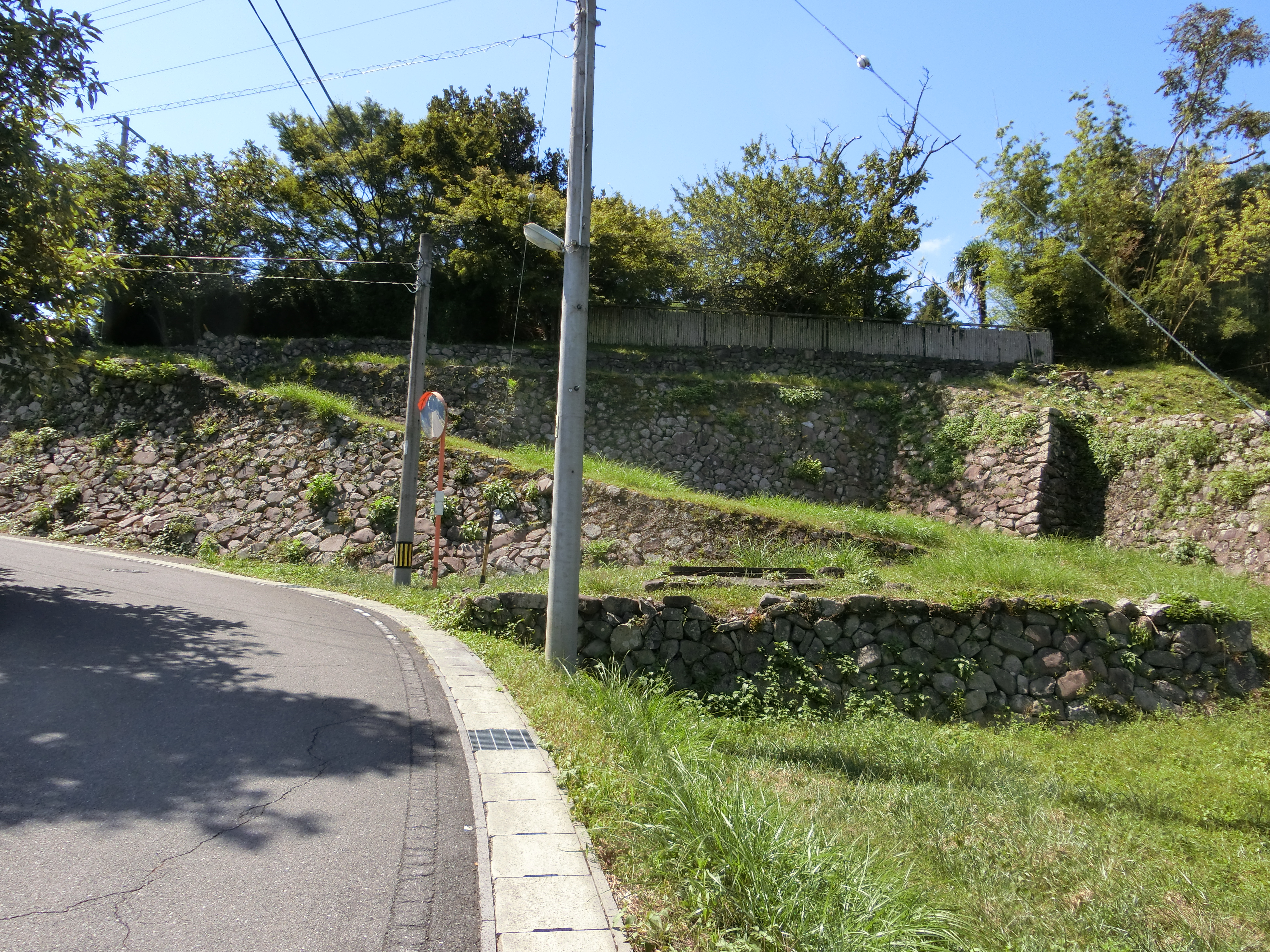
西高木家陣屋跡

関一政が去った後、高木一族の三家（高木貞友の東高木家、貞俊の北高木家、貞利の西高木家）が多良の領主となった。
多良地区にはいくつかの城跡が遺されているが、関一政の居城（多良城）の所在ははっきりしない。ただし、高木家の陣屋は関一政の居城を利用したものとする説がある。三家の陣屋のうち西高木家陣屋は近世陣屋の構造・遺構の姿を残すほか多くの史料を伝えており、「西高木家陣屋跡」として国の史跡に指定されており、敷地内に大垣市上石津郷土資料館が建つ。
高木氏はもともと美濃国石津郡の駒野城（海津市南濃町駒野）や今尾城（海津市平田町今尾）を拠点とした一族である。一族は本能寺の変後は織田信雄に仕え、信雄の没落後は加藤光泰のもとに身を寄せていたが、のちに徳川家康に召し出されて家臣となった。関ヶ原の戦いに際して、高木一族は当地の地理に明るいことから徳永寿昌・市橋長勝・横井時泰とともに案内役を命じられ、駒野に侵入した西軍を退けるとともに、多芸口に放火した。『寛政譜』によれば、戦後に家康から「この地嶮山多く、山賊及び耶蘇の徒の患あるにより」一族が代々多良に住すべきことを命じられたという。高木三家は美濃・伊勢・近江国境地帯の警固にあたるとともに、木曽三川の治水をつかさどる水行奉行の役を担い、交代寄合美濃衆として幕末まで続いた。

## 歴代藩主
関家
外様 3万石
1. 一政

## 備考

### 関一政が天正年間に領主であったとの説
天正10年（1582年）から天正16年（1588年）まで、多良を関一政が知行していた、との説がある。大正時代に阿部栄之助が編纂した『濃飛両国通史』によれば、関一政の本拠は伊勢の「高柳知行所」にあったが、当地に奥方ともども滞在したことがあり、子息の「主馬殿」は浄徳寺（現在の大垣市上石津町上原）で誕生したという。また、関ヶ原の役の際に関一政は当地の領主ではなかったが、浄徳寺に在って合戦に出たという。
この説と関わる浄徳寺は、15世紀後半に蒲生家家臣日野氏出身の僧が浄土真宗の寺として再興したとされる寺である。
なお、『寛政譜』では一政の実子として男子2人を載せるが「主馬」は見えず、いずれも早世している。一政の弟の関盛吉が「主馬首」を称しており、盛吉の子・関氏盛（兵助）が一政の養子となった。元和4年（1618年）、伯耆黒坂藩5万石の藩主に転じていた関一政は家中紛争から改易されたが、氏盛に近江国蒲生郡で5000石を与えられ、寄合旗本として家名が存続した。旗本関家は中山村（現在の滋賀県蒲生郡日野町中山）に陣屋を置いた。